# مؤسسة المعرفة الأساسية
| مؤسسة المعرفة الأساسية | مؤسسة المعرفة الأساسية            |
| ---------------------- | --------------------------------- |
| أسسها                  | في عام 1986 إي دي هيرش، الابن     |
| المركز الرئيسي         | شارلوتسفيل، فيرجينيا              |
| الرئيس                 | لندا بيفيلاكوا (Linda Bevilacqua) |

مؤسسة المعرفة الأساسية هي مؤسسة تعليمية مستقلة غير ربحية وغير حزبية أنشأها عام 1986 إي دي هيرش، الابن وقد خُصصت المؤسسة للتميز والعدالة في التعليم المبكر.

## المثل والمبادئ الخاصة بمؤسسة المعرفة الأساسية
مؤسسة المعرفة الأساسية هي حركة إصلاحية تعليمية تعتمد على أساس فرضية أن التعليم الأساسي الشائع من صف إلى صف ضروري لضمان تربية سليمة ونزيهة في المرحلة الابتدائية. وبناءً على مجموعة من الأبحاث في علم النفس المعرفي ونظم المدارس العاملة في جميع أنحاء العالم، تفترض المعرفة الأساسية أن تحقيق التميز الأكاديمي يقترن بزيادة الإنصاف ومحو الأمية بشكل أكبر وأن تكون مناهج التعليم المبكر متماسكة ومحددة ومشتركة ومتسلسلة. ومن خلال تدريس مجموعة من المعارف المحددة والدائمة بطريقة تسمح للأطفال بتحقيق النجاح من خلال البناء التدريجي على المعارف المكتسبة لديهم بالفعل، تتمثل مهمة المعرفة الأساسية في تزويد جميع الأطفال، بغض النظر عن خلفيتهم، بالمعرفة المشتركة التي يحتاجون إليها للانضمام إلى ثقافتنا الأدبية الوطنية.
الكتب المصادر - تشمل «ما يحتاج طفلك في مرحلة ما قبل المدرسة إلى معرفته» وسلسلة كتب «ما __ يحتاج طفلك معرفته في المرحلة المدرسية» (الصفوف K-8) — وذلك يعتمد على «تسلسل المعرفة الأساسية لمرحلة ما قبل المدرسة» و«تسلسل المعرفة الأساسية، K-8،» التي تمثل العمود الفقري لمناهج المعرفة الأساسية وتلخص الخطوط العريضة لمواضيع ومهارات محددة يجب تغطيتها في كل موضوع من مرحلة ما قبل المدرسة وحتى الصف 8.

## القوة الدافعة وراء المعرفة الأساسية
تحفز إي دي هيرش لابتكار مناهج المعرفة الأساسية عندما كان يعمل في فصل في كلية مجتمعية في عام 1978.

"وقد بدأت صحوة هيرش في أحد أيام عام 1978 في خلال حصة لغة إنجليزية في كلية مجتمعية في ريتشموند، فيرجينيا. وقد أجرى معظم أبحاثه على قطع القراءة والفهم والكتابة في جامعة فيرجينيا. ولكن هيرش في هذا اليوم كان يختبر تكليفات القراءة في الكلية المجتمعية. وقد كان طلاب الكليات المجتمعية -ومعظمهم من السود- يقرأون تقريبًا بنفس الطلاقة والفهم كأقرانهم في جامعة غرب فيرجينيا. ولكن لدهشة هيرش، كان الطلاب "يصيبهم الارتباك عندما يقرأون عن استسلام لي لجرانت في أبوماتوكس. وقد كانت تلك القطعة غامضة بالنسبة لهم بنفس مستوى غموض أحد مقالات هيجل في الفلسفة بالنسبة لطلاب جامعة فيرجينيا." 
 وقد أزعج ارتباك الطلاب هيرش وجالت بخاطره عدة أفكار: الخلفية المعرفة والمجموعة المشتركة من الحقائق والمعلومات الثقافية، ليس لمعرفة الحقائق في حد ذاتها ولكن لأن الرؤى الطبيعية الفكرية المشتركة كلها مهمة في تمكين الطلاب من القراءة والكتابة بطلاقة."  

## دور مؤسسة المعرفة الأساسية
يعمل موظفو المؤسسة في منظومة لدعم مدارس المعارف الأساسية وأولياء الأمور والمعلمين العاملين بها. وتجري المؤسسة بحوثًا على المناهج الدراسية وتبتكر كتبًا وغيرها من المواد للطلاب وأولياء الأمور والمعلمين، حيث تعتبر المؤسسة بمثابة مركز تدريب واتصالات للمدارس باستخدام المعرفة الأساسية.
وقد نشرت المؤسسة عددًا من المطبوعات تشتمل على حزم معلومات عامة حول المعارف الأساسية والسلاسل والكتب المدرسية وغيرها من المواد التكميلية لاستخدامها مقترنة بالتسلسل.
كما تقدم مؤسسة المعرفة الأساسية مجموعة متنوعة من ورش العمل لتطوير أداء الموظفين لتسهيل تنفيذ برنامج المعرفة الأساسية في المدارس كما تستضيف مؤتمرًا سنويًا وطنيًا يركز على تبادل الأفكار بين التربويين على جميع المستويات وإقامة جسور اتصالات عبر شبكة المعرفة الأساسية.

## تطبيق المعرفة الأساسية في المدارس
يبدأ منهج المعرفة الأساسية في مرحلة ما قبل المدرسة ويستمر حتى الصف الثامن. وهناك مجموعة تحدد ما هو المهم أن يتعلمه الطلاب حتى يكونوا مثقفين ومن ثم يتشكل المنهج الدراسي حول هذه الأفكار.
والأهداف الثلاثة لتطبيق مناهج المعرفة الأساسية تتمثل في تدريس جميع الموضوعات المدرجة في تسلسل المعرفة الأساسية وتدريس الموضوعات في المراحل الدراسية المخصصة من خلال التسلسل وتدريس المواضيع لجميع الطلاب كلما كان ذلك ممكنًا.
يتطلب تطبيق مناهج المعارف الأساسية والعملية المطلوبة التعاون بين المعلمين والإداريين وأولياء الأمور. وغالبًا ما يتم التطبيق على مدار فترة تتراوح من عامين إلى ثلاثة أعوام مع تخلص المدارس من الموضوعات واحدًا تلو الآخر أو إضافة مستويات صف إضافي كل عام.
وهناك ثلاثة مستويات من مدارس المعرفة الأساسية تعتمد على مستوى التنفيذ والتميز الذي تحققه المدرسة — أصدقاء المعرفة الأساسية ومدارس المعرفة الأساسية الرسمية ومواقع الزيارة الرسمية لمؤسسة المعرفة الأساسية. أصدقاء المعرفة الأساسية هي المدارس التي تطبق المعرفة الأساسية بأي مستوى بداية من اليوم الأول من التطبيق. تطبق مدارس المعرفة الأساسية الرسمية 80% أو أكثر من تسلسل المعرفة الأساسية وتستهدف في النهاية تطبيق 100% منها. وهي تقدم خطط المناهج الدراسية وتعمل على المواءمة مع معايير الولاية كما تقدم نماذج دروس للمراجعة من قبل المؤسسة. ومواقع الزيارة الرسمية للمعرفة الأساسية هي مدارس المعرفة الأساسية التي يزورها ممثلو المؤسسة التي تُعتبر مدارس نموذجية في تطبيق المعارف الأساسية.
وبداية من أبريل 2006، كانت مدارس المعرفة الأساسية تمثل 44% من المدارس العامة و35% من مدارس الميثاق و15% من المدارس خاصة و6% من مدارس الأبرشية. إضافة إلى ذلك، كانت مدارس المعرفة الأساسية تمثل نسبة 39% من مدارس المناطق الحضرية و 39% من مدارس الضواحي و22% من المدارس الريفية.

## مؤسسة المعرفة الأساسية فيالمملكة المتحدة
عقدت مؤسسة المعرفة الأساسية اتفاقية شراكة مع مؤسسة سيفيتاس للتعليم الخيرية في المملكة المتحدة لتقديم المعرفة الأساسية في المملكة المتحدة. وتعد مؤسسة سيفيتاس في طريقها لتبني تسلسل المعرفة الأساسية ومناهج المعرفة الأساسية لاستخدامها في المدارس البريطانية والمعلمين المحليين. كما أصدروا أول كتاب مرجعي للمعرفة الأساسية في المملكة المتحدة بعنوان ما الذي يحتاج أن يعرفه طفلك في العام الأول "What Your Year 1 Child Needs to Know" والذي أمد المعلمين والآباء والأجداد ومعلمي البيوت بالمعلومات الكافية لمساعدة الأطفال في النجاح في المدرسة وما بعدها.
وكما هو الحال في أمريكا، لم يكن هناك توافق في الآراء على مدى عقود حول كيفية تعليم الأطفال في بريطانيا أو ما الذي ينبغي أن يتعلموه. وكان هناك تركيز شديد على التعلم القائم على المهارات، بدلاً من المعرفة التي غالبا ما تكون مرفوضة لأنها مثل التعليم عن ظهر قلب وغير متصلة بالموضوع. وقد كان إي دي هيرش، الذي استوحى فكرة مناهج المعرفة الأساسية الأصلية، من أوائل من رأوا أن التراجع عن المعرفة قد أسيء فهمه. وعلاوة على ذلك، أوضح هيرش أن مقارنة «المعرفة» بـ «مهارات التفكير» كان مقارنة خاطئة من الأساس. إذ أنهما ليسا بديلين عن بعضهما. فالمعرفة لا تتجسد في طريقة التفكير: بل إنها ما نفكر فيه. ويعد النظام المدرسي البريطاني في نقطة جديدة ومحددة في تاريخ تطوره: حيث إن الفحص الدقيق للمناهج الوطنية والتحرر من رعاية السلطات المحلية للأكاديميات والمدارس المجانية يضع تركيزًا كبيرًا على طريقة اختيار المدارس لمناهجها الناجحة لتلاميذها. ويمكن استعمال المناهج الدراسية للمعرفة الأساسية في المملكة المتحدة بجانب المناهج الوطنية. وبدلاً من ذلك، يمكن أن تكون هذه المناهج أيضًا بمثابة العمود الفقري لمناهج المدارس الذي يقدم التوجيه والمرونة للاستجابة للمصالح والاحتياجات المحلية.
وتعمل مؤسسة سفيتاس مع مجموعة كبيرة من أصحاب المصالح لتطبيق نظام تسلسل المعرفة الأساسية الأمريكي ومواردها للمعلمين وأولياء الأمور في بريطانيا. وسيظل معظم المحتوى في تسلسل المعرفة الأساسية الأمريكي كما هو دون تغيير - لأن المعرفة شيء عالمي! وأهم تغيير في هذا الإطار هو استبدال التاريخ والجغرافيا الأمريكية بالتاريخ والجغرافيا البريطانية. كما عملت أيضا مؤسسة سيفيتاس على اختيار مجموعة الفنون التشكيلية لتعكس الروائع الشهيرة ووضعها في معارض في متناول المدارس الابتدائية في جميع أنحاء المملكة المتحدة لأنه من المهم بالنسبة للأطفال أن يكونوا قادرين على تذوق العمل الفني في سياق معيشتهم وحياتهم.

## أوجه الانتقاد
يرى البعض أن منهج المعرفة الثقافية لمناهج المعرفة الأساسية يشجع التعلم عن ظهر قلب أو أنه يؤدي إلى انخفاض مستوى الإبداع لدى الطلاب. ومع ذلك أثبت أحد الأبحاث أن المناهج الدراسية للمعرفة الأساسية لا تكبت الإبداع بالضرورة وربما يكون لها تأثير على تزايد الإبداع لدى الطلاب في بعض النواحي  ومع ذلك يمكن إعاقة الإبداع من خلال نوع المعلومات التي يتم تدريسها. ويركز نموذج المعرفة الأساسية على حقائق واضحة بإجابات خطأ أو صواب. من السهل تدريس هذا النوع من المعلومات واختباره، لكنه لا يجهز الطلاب ليكونوا قادرين على التفكير «خارج الصندوق» بطريقة تتواءم مع العالم الواقعي، ذلك المكان المزدحم الذي لا نجد فيه إجابات ملموسة وهذه الطريقة تجعل المعلم يستمر في دور «الخبير» النشيط ويظل الطلاب غير فاعلينpassive. فالدور السلبي لا يشجع التفكير الابتكاري. كما وُجهت انتقادات للمناهج الدراسية لأن مجموعة واحدة حددت ما هو «الأفضل» لجميع الطلاب مما قد يؤدي في نهاية الأمر إلى الإضرار بالأقليات (أوليفا 2009). ومع ذلك تعد موارد المعرفة الأساسية والمواد التعليمية فعّالة على وجه الخصوص في تقليل حالات التفاوت التعليمي وأظهرت الأبحاث حقيقة أن «مدارس المعرفة الأساسية التي يوجد بها نسب عالية من الطلاب غير القوقازيين تسجل باستمرار مستويات أعلى من المعدل الوطني (نسبة 60% أو أعلى) مما يضع هذه المدارس في مكانة بعيدة عن نظيراتها من المدارس التي لا تطبق مناهج المعرفة الأساسية».
وهناك جدل أيضًا يشير إلى أنه من خلال استخدام أسلوب التدريس هذا، فإن التركيز الرئيسي للتعليم ينصب على تطوير طلاب لديهم القدرة بكل بساطة على عكس ثقافة العصر الحالي وهذا الأسلوب "يحافظ ببساطة على الوضع الحالي. لذا وبغض النظر عن درجات الاختبار، فإن من الأهمية بمكان الاستفسار عن الهدف من النظام التعليمي. هل نريد أن يحفظ جميع الأطفال في أي بلد نفس الحقائق عن ظهر قلب؟ هل هذا هو هدف التعليم؟ من يستطيع أن يحدد ماهية المعرفة التي سوف تعد طلاب اليوم بأفضل طريقة للمستقبل أو ما هي المعرفة التي ستكون مهمة في السنوات القادمة؟ لا يشجع نظام المعرفة الأساسية للتعليم الطلاب على التفكير بتعمق أو تأليف أسئلة ذات معنى أو تطوير مهارات التفكير. والخيار البديل هو نموذج التعليم الذي ينتج "معارض" للتعليم بدلاً من الاختبارات القياسية. إن المشروعات الأكثر عمقًا يمكنها أن تعكس التفكير والتأمل والفهم العميق للموضوع. وقد تم تطبيق هذا النوع من التدريس بشكل ناجح في بعض المدارس في الولايات المتحدة الأمريكية 